# 호도닌

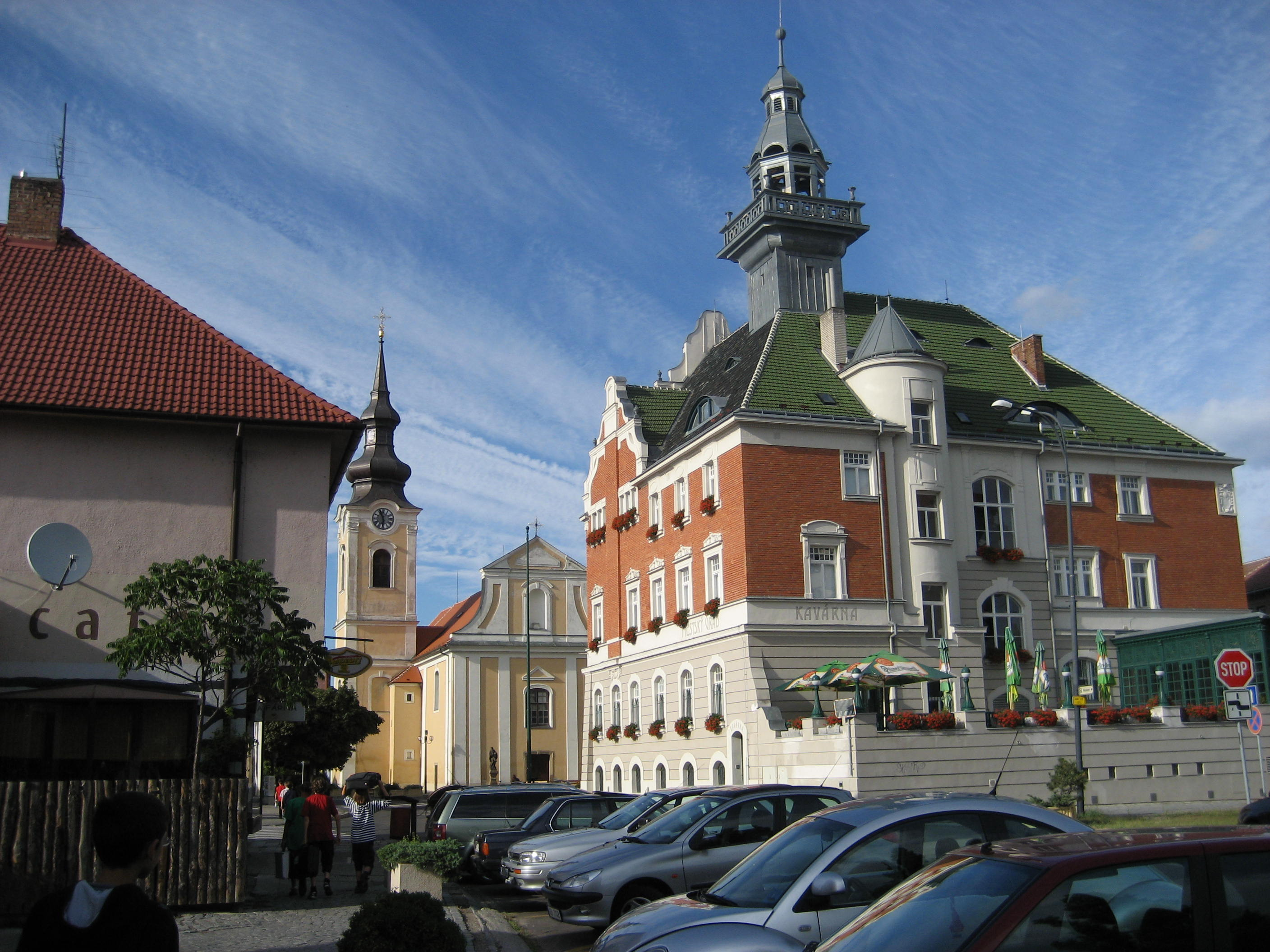
호도닌

호도닌(체코어: Hodonín, 독일어: Göding 괴딩[*])은 체코 남보헤미아 주에 위치한 도시로 면적은 63.05km2, 높이는 167m, 인구는 26,226명(2006년 기준), 인구 밀도는 416명/km2이다.
1046년 문헌에 처음 등장했으며 1228년에 도시 지위를 부여받았다. 체코슬로바키아의 초대 대통령을 역임한 토마시 가리구에 마사리크가 태어난 곳이기도 하다.

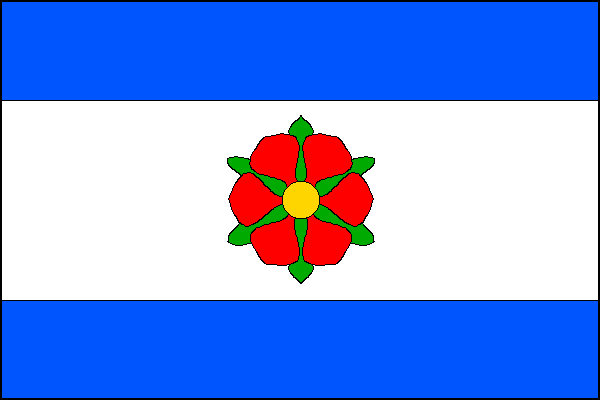
시기
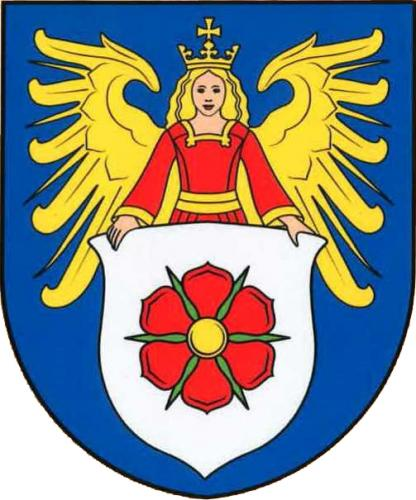
시 문장

## 인구
| 연도           | 인구   | ±%     |
| -------------- | ------ | ------ |
| 1869           | 5,202  | —      |
| 1880           | 6,512  | +25.2% |
| 1890           | 8,482  | +30.3% |
| 1900           | 10,233 | +20.6% |
| 1910           | 12,197 | +19.2% |
| 1921           | 13,200 | +8.2%  |
| 1930           | 14,793 | +12.1% |
| 1950           | 13,572 | −8.3%  |
| 1961           | 18,021 | +32.8% |
| 1970           | 20,863 | +15.8% |
| 1980           | 25,485 | +22.2% |
| 1991           | 28,230 | +10.8% |
| 2001           | 27,361 | −3.1%  |
| 2011           | 24,961 | −8.8%  |
| 2021           | 24,100 | −3.4%  |
| 출처: Censuses |        |        |